# Ізраїль Аспер
Ізраї́ль А́спер (*11 серпня 1932, Міннедоса, Манітоба, Канада—†7 жовтня 2003, Канада) — Мас-медіа магнат. Засновник трансконтинентальних телемереж (також власник всеканадської телемережі Канади, 11 крупних щоденних газет).

## Біографія
Народився як син музикантів у сім'ї вихідців-євреїв з України. Завершивши у 1957 студії права бакалавратом у Манітобському університеті, заснував адвокатську фірму «Аспер, Фрідман і К°». Одержав публічне признання у 1970 за книгу «Айсберг Бенсона, або Критичний аналіз білої книги про податкову реформу в Канаді» (англ. The Benson Iceberg:  A critical analysis of the White Paper on Tax Reform in Canada).
Глобальна інформаційна імперія І. Аспера охоплює не лише Канаду, але й Австралію, Нову Зеландію, Ірландію; контролював і значну частину ЗМІ Великої Британії та США.
І. Аспер потрапив до Залу слави Канади, нагороджений Золотою стрічкою Канадської асоціації теле- й радіомовлення за високу якість мовлення, ювілейною медаллю Манітобського університету «За видатні успіхи впродовж 25 років після випуску».